# Station Kcynia
Station Kcynia is een spoorwegstation in de Poolse plaats Kcynia.